# Тилли, Стефано
Стефано Мария Тилли (итал. Stefano Maria Tilli; род. 22 августа 1962, Орвието, Умбрия) — итальянский легкоатлет, специалист по бегу на короткие дистанции. Выступал за сборную Италии по лёгкой атлетике в 1980-х и 1990-х годах, обладатель серебряной медали чемпионата мира, бронзовый призёр чемпионата Европы, двукратный чемпион Европы в помещении, пятикратный чемпион Средиземноморских игр, действующий рекордсмен страны в беге на 200 метров и в эстафете 4 × 200 метров в помещении, участник четырёх летних Олимпийских игр.

## Биография
Стефано Тилли родился 22 августа 1962 года в городе Орвието, Умбрия. Занимался лёгкой атлетикой в Риме под руководством тренера Плинио Каструччи.
Первого серьёзного успеха на международном уровне добился в сезоне 1983 года, когда вошёл в состав итальянской сборной и выступил на чемпионате Европы в помещении в Будапеште, где превзошёл всех соперников в зачёте бега на 60 метров. Позднее принял участие во впервые проводившемся чемпионате мира по лёгкой атлетике в Хельсинки, став серебряным призёром в эстафете 4 × 100 метров. Помимо этого, выиграл эстафету 4 × 100 метров на Кубке Европы в Лондоне, завоевал бронзовую и золотую награды на Средиземноморских играх в Касабланке — в беге на 100 метров и в эстафете 4 × 100 метров соответственно.
Благодаря череде успешных выступлений удостоился права защищать честь страны на летних Олимпийских играх 1984 года в Лос-Анджелесе — в дисциплинах 100 и 200 метров дошёл до полуфинала, тогда как в эстафете 4 × 100 метров занял итоговое четвёртое место.
В 1985 году в беге на 200 метров дошёл до полуфинала на Всемирных легкоатлетических играх в помещении в Париже, одержал победу на чемпионате Европы в Пирее, в то время как на домашних соревнованиях в Турине установил ныне действующий национальный рекорд Италии в помещении — 20,52. В эстафете 4 × 100 метров был третьим на Кубке Европы в Москве и пятым на Кубке мира в Канберре.
На чемпионате Европы 1986 года в Штутгарте дошёл до полуфинала в дисциплине 200 метров, стал пятым в эстафете 4 × 100 метров.
В 1987 году бежал 200 метров и эстафету 4 × 100 метров на чемпионате мира в Риме, в обоих случаях остановился на стадии полуфиналов. На Средиземноморских играх в Латакии трижды поднимался на верхнюю ступень пьедестала почёта: был лучшим на дистанциях 100 и 200 метров, а также в эстафете 4 × 100 метров.
На Олимпийских играх 1988 года в Сеуле дошёл до полуфинала в беге на 200 метров, показал пятый результат в эстафете 4 × 100 метров.
В 1989 году на Кубке Европы в Гейтсхеде стал вторым в дисциплине 200 метров и третьим в эстафете 4 × 100 метров.
В 1990 году на чемпионате Европы в Сплите дошёл до полуфинала в беге на 100 метров, занял четвёртое место в беге на 200 метров, взял бронзу в эстафете 4 × 100 метров.
В 1991 году в дисциплине 200 метров отметился победой на Средиземноморских играх в Афинах. На чемпионате мира в Токио дошёл до четвертьфинала на дистанции 200 метров, занял пятое место в эстафете 4 × 100 метров. В тех же дисциплинах был третьим на Кубке Европы во Франкфурте.
В 1992 году среди прочего выступил в беге на 200 метров на чемпионате Европы в помещении в Генуе.
В 1993 году бежал 60 метров на чемпионате мира в помещении в Торонто, в финал не вышел.
В 1995 году в беге на 60 метров дошёл до полуфинала на чемпионате мира в помещении в Барселоне.
В 1996 году стартовал в дисциплине 60 метров на чемпионате Европы в помещении в Стокгольме. Участвовал в Олимпийских играх в Атланте, в программе бега на 100 метров не смог преодолеть предварительный квалификационный этап.
В 1997 году в дисциплине 100 метров победил на чемпионате Италии в Милане, дошёл до четвертьфинала на чемпионате мира в Афинах.
На чемпионате Европы 1998 года в Будапеште финишировал четвёртым в беге на 100 метров, тогда как в эстафете 4 × 100 метров в финал не вышел.
В 1999 году в 100-метровой дисциплине стал вторым на Кубке Европы в Париже, стартовал на чемпионате мира в Севилье — остановился на стадии четвертьфиналов.
В 2000 году на дистанции 60 метров был четвёртым на чемпионате Европы в помещении в Генте. На Олимпийских играх в Сиднее в беге на 100 метров не смог преодолеть четвертьфинальную стадию.
Завершил спортивную карьеру по окончании сезона 2002 года.
После завершения спортивной карьеры проявил себя на тренерском поприще, в течение многих лет тренировал титулованную ямайскую бегунью Мерлин Отти, с которой также находился в романтических отношениях.
В 2010-х годах занимал должность технического консультанта Итальянской легкоатлетической федерации (FIDAL), неоднократно комментировал соревнования по лёгкой атлетике на итальянском телеканале Rai.